# Condado de Ness
El condado de Ness (en inglés: Ness County), fundado en 1867, es uno de 105 condados del estado estadounidense de Kansas. En el año 2005, el condado tenía una población de 3,009 habitantes y una densidad poblacional de 1 personas por km². La sede del condado es Ness City. El condado recibe su nombre en honor a Noah V. Ness.

## Geografía
Según la Oficina del Censo, el condado tiene un área total de 2784 km² (1074,9 mi²), de la cual 2783 km² (1074,5 mi²) es tierra y 1 km² (0,3861003861 mi²) (0.02%) es agua.

### Condados adyacentes
- Condado de Trego (norte)
- Condado de Ellis (noreste)
- Condado de Rush (este)
- Condado de Pawnee (sureste)
- Condado de Hodgeman (sur)
- Condado de Finney (suroeste)
- Condado de Lane (oeste)
- Condado de Gove (noroeste)

## Demografía
Según la Oficina del Censo en 2000, los ingresos medios por hogar en el condado eran de $32,340, y los ingresos medios por familia eran $32,340. Los hombres tenían unos ingresos medios de $39,775 frente a los $27,892 para las mujeres. La renta per cápita para el condado era de $17,787. Alrededor del 8.70% de la población estaban por debajo del umbral de pobreza.

## Transporte

### Autopistas principales
- U.S. Route 283
- Ruta Estatal de Kansas 4
- Ruta Estatal de Kansas 96

## Localidades
Población estimada en 2004;
- Ness City, 1,360
- Ransom, 299
- Bazine, 270
- Utica, 202
- Brownell, 43

### Áreas no incorporadas
- Beeler
- Arnold

### Municipios
El condado de Ness está dividido entre 10 municipios. El condado no tiene ninguna ciudad independiente a nivel de gobierno, y todos los datos de población para el censo e las ciudades son incluidas en el municipio.

## Educación

### Distritos escolares
- Nes Tre La Go USD 301
- Smoky Hill USD 302
- Ness City USD 303
- Bazine USD 304